# Ricky and the Drunken Sailors
A Ricky and the Drunken Sailors 2018-ban alakult magyar rockabilly, rock and roll együttes. Előző nevén Tom White & the Mad Circus.

## Az együttes története

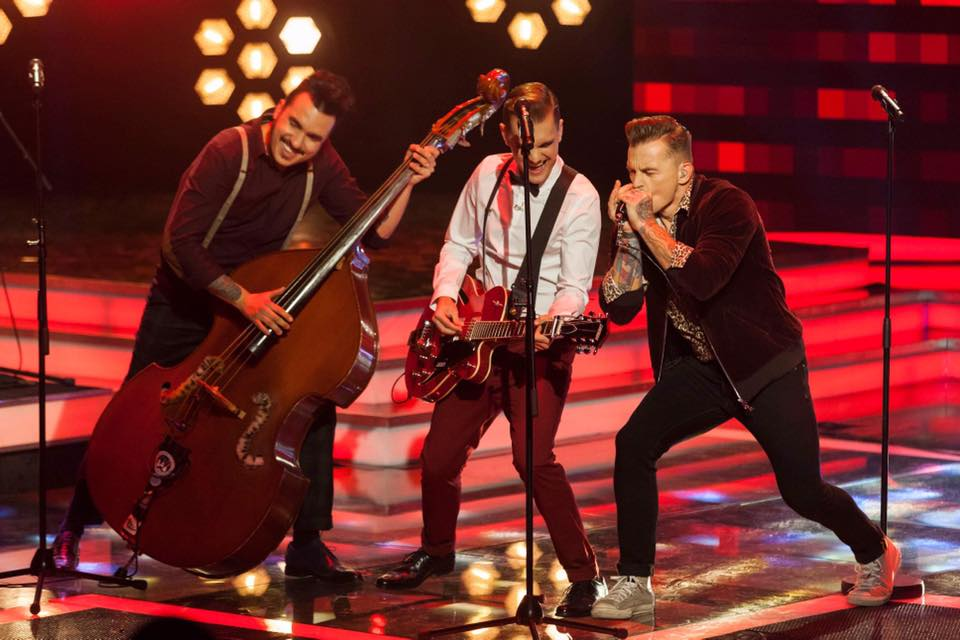
A zenekar az első élőshowban

Nagy hangsúlyt fektet a zenekar a saját dalok írásába. A 2016 nyarán megjelent utolsó Porondon című kiadvány idehaza egyedülálló BRASS kísérettel került rögzítésre.
2018-ban a zenekar bejutott az xfaktor élőshowjába, ahol az első adásban L.L. Junior Raggamoffin 2 dalával továbbjutott a második élőshowba. 

## Tagok
- Fehér Tamás (Tom White)  - zenekarvezető, szájharmonika, akusztikus gitár, ének
- Schiffler Patrik (Ricky) - ének, gitár
- Allisson Guimaraes Santos (Big Bull) - nagybőgő, ének
- Buzsik Tamás - dob

## További információk

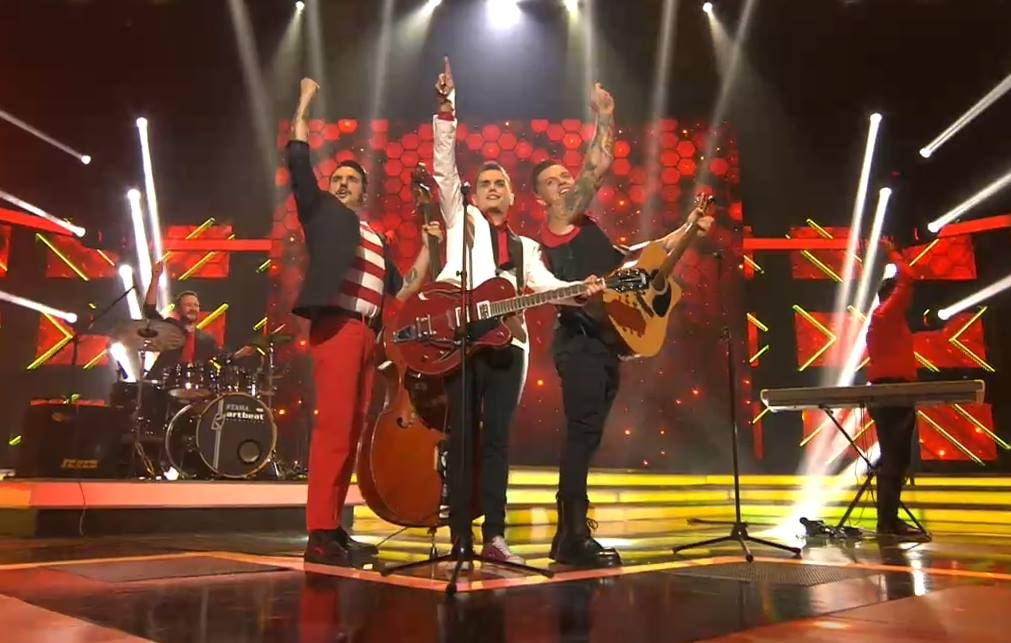
A zenekar a második élőshowban.